# Давід Вейнвелдт
Давід Вейнвельдт (нід. David Wijnveldt; 15 грудня 1891, Ємбер — 28 березня 1962, Зютфен) — голландський футболіст, що грав на позиції півзахисника і захисник. За свою кар'єру він провів 13 матчів за збірну Нідерландів.

## Клубна кар'єра
Протягом своєї футбольної кар'єри Вейнвельдт виступав за клуб «УД Девентер».

## Кар'єра в збірній
Дебютував у збірній Нідерландів 29 червня 1912 року в матчі зі Швецією (4:3) на Олімпійських іграх у Стокгольмі. Завоював з командою бронзову медаль, зігравши на позиції правого захисника в усіх чотирьох матчах команди на турнірі. Зіграв 13 матчів за національну збірну з 1912 по 1914 рік.

## Титули і досягнення
- Бронзовий призер Олімпійських ігор (1):

Нідерланди: 1912

## Статистика

### Статистика виступів за збірну
| Дата       | Місто           | Господарі        | Результат | Гості            | Турнір                 | Голи | Примітки                 |
| ---------- | --------------- | ---------------- | --------- | ---------------- | ---------------------- | ---- | ------------------------ |
| 29-6-1912  | Стокгольм       | Швеція           | 3 – 4     | Нідерланди       | ОІ 1912 - Перший раунд | -    |                          |
| 30-6-1912  | Сульна (комуна) | Нідерланди       | 3 – 1     | Австрія          | ОІ 1912 - 1/4 фіналу   | -    |                          |
| 2-7-1912   | Стокгольм       | Нідерланди       | 1 – 4     | Данія            | ОІ 1912 - 1/2 фіналу   | -    |                          |
| 4-7-1912   | Сульна (комуна) | Нідерланди       | 9 – 0     | Фінляндія        | ОІ 1912 - За 3 місце   | -    |                          |
| 17-11-1912 | Лейпциг         | Німецька імперія | 2 – 3     | Нідерланди       | товариський матч       | -    |                          |
| 9-3-1913   | Антверпен       | Бельгія          | 3 – 3     | Нідерланди       | товариський матч       | -    |                          |
| 24-3-1913  | Гаага           | Нідерланди       | 2 – 1     | Англія           | товариський матч       | -    | Аматорська збірна Англії |
| 20-4-1913  | Зволле          | Нідерланди       | 2 – 4     | Бельгія          | товариський матч       | -    |                          |
| 15-11-1913 | Галл            | Англія           | 2 – 1     | Нідерланди       | товариський матч       | -    | Аматорська збірна Англії |
| 15-3-1914  | Антверпен       | Бельгія          | 2 – 4     | Нідерланди       | товариський матч       | -    |                          |
| 5-4-1914   | Амстердам       | Нідерланди       | 4 – 4     | Німецька імперія | товариський матч       | -    |                          |
| 26-4-1914  | Амстердам       | Нідерланди       | 4 – 2     | Бельгія          | товариський матч       | -    |                          |
| 17-5-1914  | Копенгаген      | Данія            | 4 – 3     | Нідерланди       | товариський матч       | -    |                          |
| Усього     |                 | Матчів           | 13        |                  | Голів                  | 0    |                          |